# Google Travel
Google Travel ist ein Onlinedienst des Unternehmens Google LLC, der Reiseplanungen unterstützt. Hierzu betreibt Google bereits Portale zur Hotelsuche und zur Flugsuche, die auch in die Websuche sowie Google Maps integriert sind. Unter Google Reisen (auf Englisch „Google Travel“) wurden jene Angebote gebündelt. Die Startseite begrüßt Nutzer mit einem Suchfeld, das alle Bereiche durchsuchen kann. Darunter und im seitlichen Menü findet man Verknüpfungen zum Entdecken, zu Flügen, Hotels und zu Pauschalreisen.
Für Smartphones mit Android oder iOS als Betriebssystem wurde dafür seit 2016 die mobile App Google Trips angeboten. Mit der App lassen sich Vorschläge für Hotels, Restaurants und Ausflüge an einem Ort finden und Reservierungsdaten speichern. Im Juni 2019 wurde die Abschaltung der App von Google angekündigt und am 5. August wurde die Entwicklung eingestellt. Einige Funktion von Trips wurden auf der Google Reisen-Seite integriert. Mit der Einführung des neuen Augmented-Reality-Modus Live View im August 2019 wurden auch einige Funktionen von Trips in die mobile App von Google Maps integriert.
Im Jahre 2023 wird das Produkt eingestellt.